# Hoftag di Gelnhausen
Gli Hoftag di Gelnhausen o le diete imperiali di Gelnhausen si svolgevano nel palazzo imperiale di Gelnhausen o nelle sue vicinanze.
| Data          | Imperatore | Risultati ed eventi |
| ------------- | ---------- | --- |
| aprile 1180   | Federico I | Enrico il Leone fu privato del ducato di Sassonia con il documento di Gelnhausen e questo fu frammentato. Il titolo di duca di Sassonia passò a Bernardo III. Il ducato di Vestfalia venne cerato in quell'occasione attingendo dalle parti occidentali dello Stammesherzogtum di Sassonia e venne concesso a Filippo I di Heinsberg (vedi documento di Gelnhausen). |
| novembre 1186 | Federico I | L'imperatore informò i principi e i signori presenti delle sue controversie con papa Urbano III. Allo stesso tempo, l'arcivescovo Filippo I di Heinsberg, che non seguiva più pienamente la linea dell'imperatore, fu politicamente isolato. |
| ottobre 1195  | Enrico VI  | Il cardinale legato Giovanni di Salerno predica a favore della crociata dell'imperatore Enrico VI. |